# Nereis sarsoensis
Nereis sarsoensis är en ringmaskart som beskrevs av Hartmann-Schröder 1960. Nereis sarsoensis ingår i släktet Nereis och familjen Nereididae. Inga underarter finns listade i Catalogue of Life.